# Want Me, Want Me
Singles de Namie Amuro
Girl Talk / The Speed Star
(2004) White Light / Violet Sauce
(2005)
 Want Me, Want Me  est le 27e single régulier de Namie Amuro sorti sur le label Avex Trax, ou le 29e sous son seul nom en comptant les deux sur Toshiba-EMI.
Il sort le 6 avril 2005 au Japon, et atteint la 2e place du classement de l'Oricon. Il reste classé pendant 10 semaines, pour un total de 102 733 exemplaires vendus. 
Il sort aussi en version CD+DVD, qui ne comprend pas la "face B", Handle Me.
La chanson-titre figurera sur l'album Queen of Hip-Pop.

## Liste des titres
| 1. | WANT ME, WANT ME                | 3:13 |
| 2. | HANDLE ME                       | 3:30 |
| 3. | WANT ME, WANT ME (Instrumental) | 3:13 |
| 4. | HANDLE ME (Instrumental)        | 3:27 |